# Площадь Сухэ-Батора
Пло́щадь Сухэ́-Ба́тора (монг. Сүхбаатарын талбай) — центральная площадь столицы Монголии Улан-Батора. Названа в честь основателя современной монгольской государственности, Д. Сухэ-Батора.

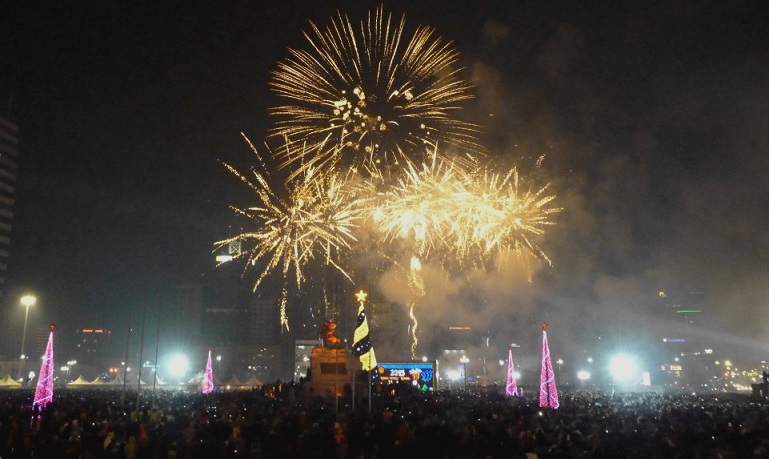
Новогодний фейерверк над площадью 1 января 2015 года.

## История
К началу XX века центральная площадь Урги представляла собой ничем не занятое обширное пространство в центре города к югу от столичной резиденции Богдо-гэгэнов, Восточного Хурэ (Зүүн хүрээ; ныне полностью уничтожена), и называлась Их-Чулу́ (Их чөлөө). Площадь была окружена буддийскими храмами, домами знати и духовенства, а также рынками Барун-Дамнурчина. Внутри Восточного Хурэ располагалась собственная площадь, на которой проходили ежегодные борцовские состязания Надома и празднества цама. На главной площади столицы собирались паломники на поклонение Богдо-гэгэну; 16 декабря 1911 года прошла церемония возведения его на монгольский престол в ходе национальной революции, а 29 декабря 1919 года — церемония ликвидации автономии.
После вступления в столицу 8 июля 1921 года войск народного ополчения во главе с Д. Сухэ-Батором на площади были устроены широкие народные гуляния. Один из ополченцев, Гава по прозвищу Костяная Голова (Ясан толгой Гаваа), заметил место, где помочилась кобыла Сухэ-Батора, что традиционно считалось добрым знаком, и зарыл на этом месте специальную метку. 11 июля на площади, на месте перед современным Оперным театром, была сооружена деревянная трибуна, с которой премьер-министр Д. Бодо провозгласил основание Народной республики. С этого времени в столичной среде площадь стала известна как Трибунная (Индрийн талбай), и стала местом народных собраний и митингов. На одном из таких собраний, 23 декабря 1921 года, Сухэ-Батором была устроена акция массового срезания кос у женщин и детей, а также насильственного изъятия традиционных головных уборов и украшений. В 1922 году, во время Надома и празднования годовщины революции, Сухэ-Батор принял на площади военный парад и лично поучаствовал в состязаниях по стрельбе из лука, заняв первое место. С 1923—1924 годов площадь стала известна как «площадь Сухэ-Батора» (Сүхбаатарын талбай); так, в заметке газеты «Известия Улан-Батор-Хото» от 15 июля 1925 года сообщалось, что «согласно монгольской традиции четвёртая годовщина Народной революции была отмечена скачками на площади, посвящённой Д. Сухэ-Батору».
11 июля 1927 года на площади, на месте разрушенного Восточного Хурэ, открылся народный театр («Нардом»); в 1931 году, в ознаменование десятилетнего юбилея революции, перед ним был установлен обелиск в честь Сухэ-Батора работы советского скульптора К. Померанцева. В 1946 году во время укладки асфальта Х. Чойбалсан, участвовавший в работах в качестве простого рабочего вместе с Цеденбалом, достал метку, заложенную в 1921 году Гавой, и обозначил это место под новый памятник Сухэ-Батору вместо старого обелиска, который переместили к Министерству обороны. Автором современного памятника Сухэ-Батору, открытого 8 июля 1947 года, стал скульптор С. Чоймбол.
В 1951 году на месте Нардома, полностью уничтоженного во время пожара двумя годами ранее, был построен Дворец правительства. Через год, после смерти Чойбалсана, перед дворцом был возведён мавзолей Сухэ-Батора и Чойбалсана.
До 1989 года на площади проходили ежегодные общественные и молодёжные демонстрации и военные парады, крупнейший из которых имел место во время визита в Улан-Батор Леонида Брежнева в 1966 году. В 1990 году в ходе событий демократической революции на площади происходили многотысячные выступления и голодовки, а в начале июля 2008 года — массовые беспорядки, закончившиеся человеческими жертвами.
В 2005 году был демонтирован мавзолей Сухэ-Батора, а 2006 году окончена масштабная реконструкция Дворца правительства, в ходе которой перед его фасадом были установлены статуи Чингисхана, двух его ближайших нукеров — Мухали и Боорчу, а также двух великих ханов Монгольской империи — Угедея и Хубилая.

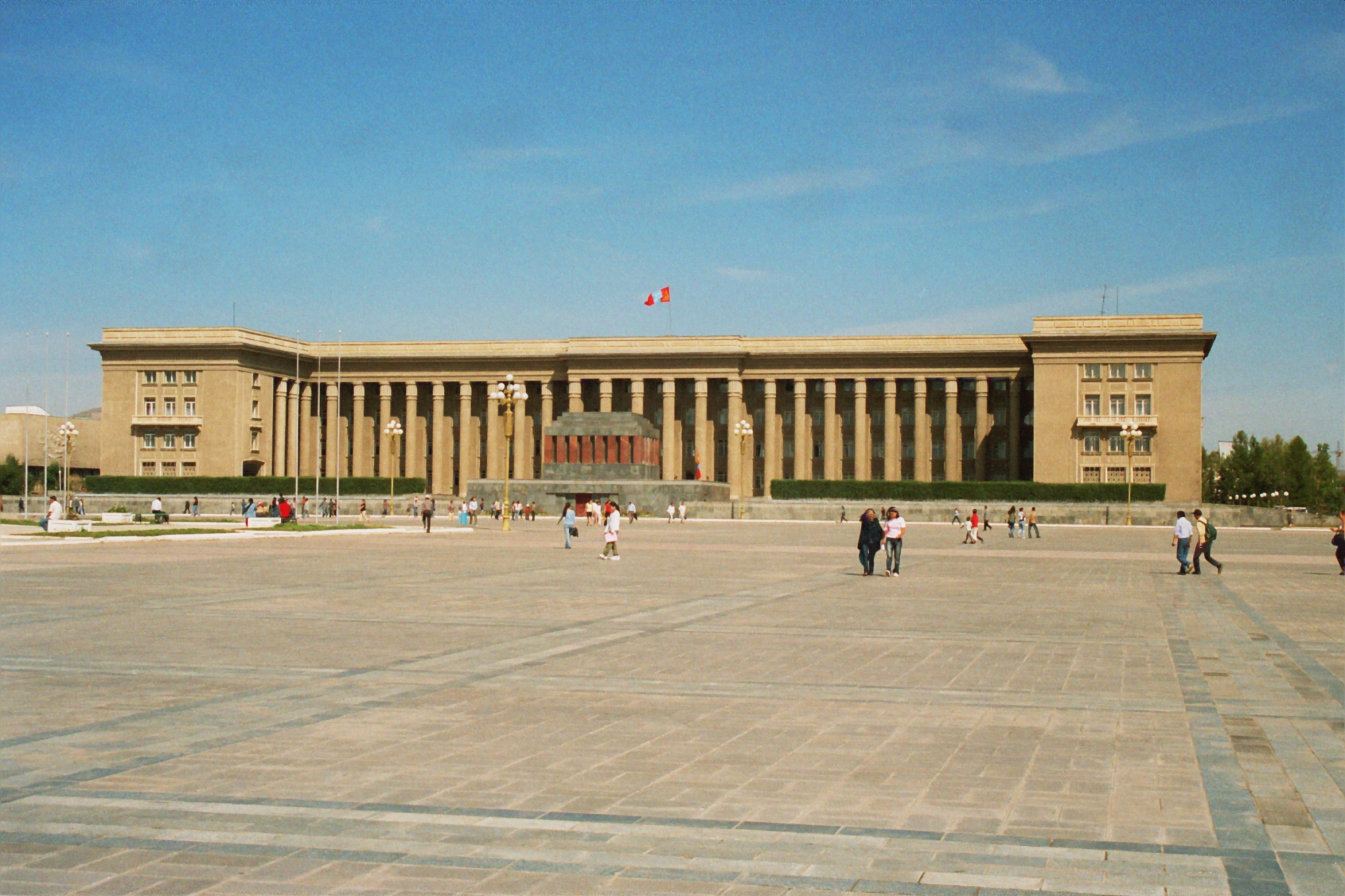
Мавзолей Сухэ-Батора -бывшая архитектурная доминанта площади. В настоящий момент демонтирован

В конце 2010 года монгольским Союзом изобразительного искусства было предложено переименовать площадь в честь Чингисхана, и в июле 2013 года постановлением Совета столицы «О переименовании улиц и площадей» площади было присвоено его имя. Однако в августе 2016 года верховный суд признал это постановление не имеющим юридической силы, и площади было возвращено её прежнее название.

В настоящее время площадь сохраняет функции площадки для общественных демонстраций, гуляний, концертов и выставок. Так, на протяжении лета 2013 года на площади действовал временный музей, где экспонировался скелет тарбозавра, возвращённый в Монголию после контрабандного вывоза в США.

## Постройки
По периметру площади располагаются Дворец правительства, в здании которого в 2012 году открылся Музей монгольской государственности, банк «Голомт», Главпочтамт, Дворец культуры, офисные здания «Хөх тэнгэр» и «Сэнтрал Тауэр», Здание городской администрации, построенное в 1939 году, в прошлом было гостиницей. Также здесь находятся Ленинский клуб (1929), типография (1929), Театр оперы и балета (1946—1949) и здание Монгольской фондовой биржи, до 1991 года бывшее кинотеатром «Элдэв-Очир». В северо-западном углу площади, через дорогу располагается памятник Ж. Самбу, в юго-западном — С. Зоригу и Марко Поло. На южной стороне площади, в парке, находится стела с выгравированными на ней текстом и мелодией государственного гимна, а также павильон в традиционном китайско-монгольском стиле.